# Johann Becker (Politiker)

Johann Becker

Johann Baptist Becker (* 3. Februar 1869 in Ludwigshöhe; † 17. Oktober 1951 ebenda) war ein deutscher Jurist und Politiker (DVP).

## Leben
Nachdem Becker, der römisch-katholischen Glaubens war, zunächst die Realschule in Oppenheim besucht hatte, wechselte er auf das Gymnasium nach Mainz, wo er 1887 das Abitur ablegte. Anschließend studierte er Rechts- und Staatswissenschaften in Gießen, Leipzig, München und Berlin. In Gießen wurde er Mitglied der Studentenverbindung Landsmannschaft Chattia. 1890 legte er das Referendarexamen ab. Nachdem er 1892 zum Doktor der Rechte promoviert worden war, folgte 1894 die Große Juristische Staatsprüfung. Nach zwei Jahren als Gerichtsassessor wurde er 1896 Amtsanwalt, kurze Zeit später Amtsrichter. 1897 wechselte er in das hessische Finanzministerium, wo er 1900 zum Oberfinanzrat und zwei Jahre später als Vorsteher der Steuerabteilung zum Ministerialrat befördert wurde.
Zu Beginn des 20. Jahrhunderts gründete er zusammen mit seinem Bruder Jacob das Weingut Brüder Dr. Becker, das die Familie nun in vierter Generation bewirtschaftet und in den Verband Deutscher Prädikatsweingüter (VDP) geführt hat.
1920 bis 1923 war er Vorstandsmitglied der Rheinischen Stahlwerke Duisburg-Meiderich.
Als er 1922 Wirtschaftsminister wurde, war er Mitglied des Deutsch-Amerikanischen Wirtschaftsrates.
Becker war daneben Landesvorsitzender des hessischen Roten Kreuzes und Vorsitzender der Landesvereinigung für Kriegerheimstätten.
Er wurde auf dem Waldfriedhof Darmstadt beigesetzt.

## Partei
Becker entstammt der Nationalliberalen Partei, die sich 1918 in die Deutsche Volkspartei umgründete. 1924 verließ er mit anderen Vertretern des rechten Flügels die DVP und gründete die kurzlebige Nationalliberale Reichspartei, die 1925 in der DNVP aufging. Er gehörte aber stets als DVP-Abgeordneter dem Reichstag an.

## Abgeordneter
Nach dem Ersten Weltkrieg wurde er in die Weimarer Nationalversammlung gewählt und war dann bis Dezember 1924 Reichstagsabgeordneter. Von 1928 bis 1930 war er erneut Reichstagsabgeordneter.

## Öffentliche Ämter
Becker war von Januar 1916 bis November 1918 Finanzminister in der Regierung des Großherzogtums Hessen. Er setzte sich insbesondere für die Förderung der Universität Gießen und der Technischen Hochschule Darmstadt ein. Zunächst trug er den Titel eines Präsidenten des Finanzministeriums und danach eines Finanzministers. Mit der Novemberrevolution 1918 endete seine Amtszeit.
In der Phase der Hyperinflation in den Jahren 1922 und 1923 amtierte er als Reichswirtschaftsminister.